# Храм Святого Сердца Иисуса (Столовичи)

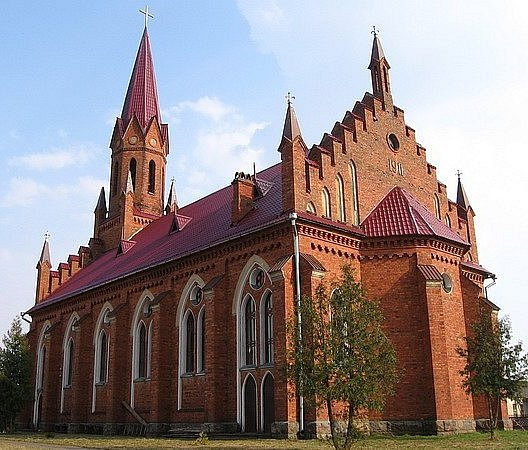
Вид со стороны апсиды

Храм Святого Сердца Иисуса (бел. Касцёл Найсвяцейшага Сэрца Ісуса) — католический храм в агрогородке Столовичи, Белоруссия. Относится к барановичскому деканату Пинского диоцеза. Памятник архитектуры, построен в 1907—1911 годах в стиле неоготики. Включён в Государственный список историко-культурных ценностей Республики Беларусь.

## История
Построен в 1907—1911 годах на средства прихожан-католиков местечка Столовичи. В советское время не закрывался.

## Архитектура
Храм Святого Сердца — памятник архитектуры неоготики, представляет собой трёхнефную базилику. Прямоугольный в плане основной объём накрыт общей двускатной крышей с треугольными слуховыми окнами. Доминантой архитектурной композиции является двухъярусная (восьмерик на четверике) колокольня, завершённая высоким шпилем. Боковые фасады расчленены стрельчатыми проёмами и контрфорсами в простенках и по углам стен. Главный вход выполнен в виде мощного портала с контрфорсами по бокам.
В интерьере выделяется деревянный алтарь в готических формах, в центре которого в стрельчатой нише находится деревянная скульптура Христа.